# 스에나가 오우카
스에나가 오우카(일본어: 末永 桜花, 2002년 2월 26일 ~ )는 일본의 여성 아이돌 그룹 SKE48 팀E의 멤버이다. 아이치현 출신.

## 개요
- SKE48 팀E 멤버. 제스트 소속.